# Газелунд
Газелунд (нім. Haselund) — громада в Німеччині, розташована в землі Шлезвіг-Гольштейн. Входить до складу району Північна Фризія. Складова частина об'єднання громад Фіель.
Площа — 12,79 км2. Населення становить 888 ос. (станом на 31 грудня 2020).